# Доброград
Доброград — посёлок городского типа в Ковровском районе Владимирской области России. Также одноимённое муниципальное образование посёлок Доброград со статусом городского поселения. Расположен между Ковровом, Владимиром и Нижним Новгородом, в 250 километрах от Москвы.
Считается первым городом в России, построенным на частные инвестиции. Основной инвестор — предприниматель Владимир Седов. Проект осуществляется при поддержке государства.
Согласно градостроительному плану Доброграда, свой конечный вид он примет к 2039 году.
Общая сумма инвестиций в Доброград оценивается в 73 млрд рублей к 2039 году.

## География
Доброград расположен у деревни Горожёново, на месте слияния рек Нерехты и Арги, примерно в 60 км от города Владимира, в 15 км на юг от райцентра - города Коврова.
В 2025 году площадь Доброграда составляет около 3,3 тыс. га, из которых освоено 554 га.

## Население
Согласно Всероссийской переписи населения, в 2021 году в Доброграде проживало 422 человека.
По данным Доброграда, на апрель 2025 года в городе проживало 3059 человек из 60 регионов России и 14 стран мира. Турпоток в Доброград в период с 2022 по 2024 год составил 800 тыс. человек.

## История
Первые постройки начаты в 2014 году. Первоначально имел название «Частный город Goodwill». Автором идеи города является Владимир Седов (основатель компании «Аскона»). В проектировании принимала участие команда архитекторов, в состав которой входили Александр Кузьмин (главный архитектор Москвы с 1996 по 2012 годы).
В октябре 2017 года утверждён генплан Доброграда. В соответствии с существующим генпланом на территории к 2039 году будет построено 1,5 млн квадратных метров жилья и около 1 млн м² коммерческой недвижимости. Предполагаемое количество жителей — около 50 тысяч человек.
Как новый населённый пункт посёлок Доброград официально образован в декабре 2019 года. С декабря 2019 до марта 2022 гг. он входил в Новосельское сельское поселение. В марте 2022 года посёлок Доброград выделен в самостоятельное муниципальное образование со статусом городского поселения и тем самым провозглашён городским поселением. Официальное название сейчас — муниципальное образование городское поселение поселок Доброград Ковровского муниципального района Владимирской области.
По состоянию на апрель 2025 года в проект «Доброград» было вложено 30,8 млрд рублей. Из них 21,5 млрд рублей инвестировал Владимир Седов, 5,3 млрд рублей — другие инвесторы и жители города, 3,9 млрд рублей было получено в виде инфраструктурного бюджетного кредита по нацпроекту «Инфраструктура для жизни».

## Инфраструктура
На территории Доброграда есть 3 типа недвижимости: квартиры в малоэтажных домах, таунхаусы и земельные участки под постройку домов.
По состоянию на 2025-й год в Доброграде функционируют:
- образовательный комплекс «Мир» (включает школу, детский сад и центр дополнительного образования);
- муниципальная гимназия;
- трёхступенчатая система медицинского обслуживания (поликлиника, многопрофильная частная клиника, семейный врач);
- крытый спортивный комплекс «Гранд арена», гольф-клуб, поле для гольфа, скейт-парк, верёвочный парк;
- вейк-парк «Добрый»;
- парк-отель «Доброград»;
- парк семейного отдыха;
- спа-комплекс;
- салон красоты;
- рестораны и кафе;
- кинозал;
- детский лагерь;
- детский клуб.

В 2018 и 2019 годах в Доброграде проходил международный фестиваль «Усадьба Jazz».
С 2018 года ежегодно проводятся выступления труппы Большого театра — специальная сцена на воде является официальной площадкой театра.
В 2025 году запланировано открытие государственного детского сада, физкультурно-оздоровительного комплекса, поликлиники, аптеки и торгового центра.

## Особая экономическая зона
В августе 2018 года основатель Доброграда Владимир Седов анонсировал создание рядом с посёлком частно-государственной производственной площадки со статусом особой экономической зоны (ОЭЗ) на 49 лет.
Осенью 2018 года губернатор Владимирской области Владимир Сипягин подал заявку в Министерство экономического развития РФ на создание особой экономической зоны промышленно-производственного типа «Доброград-1».
В декабре 2019 года во Владимирской области был принят закон об особом налоговом режиме для резидентов особых экономических зон, в соответствии с которым в течение 7 лет предприятия полностью освобождаются от уплаты налога на прибыль, а затем в течение следующих 5 лет платят по ставке 5 %, по истечении 12 лет — по ставке 13,5 %.
31 октября 2020 года был подписан приказ о создании особой экономической зоны промышленно-производственного типа «Доброград-1». В рамках неё планировалось открыть производства пенополиуретана, мебельной и текстильной продукции, построить завод среднего машиностроения.
В феврале 2021 года «Доброград-1» официально получил статус особой экономической зоны.
Особая экономическая зона «Доброград-1» расположена в 5 км от Доброграда. Её площадь составляет 211 га. Известно, что в запуск зоны было вложено не менее 1,5 млрд рублей.

## Транспорт
На территории «Доброграда» действует одноимённый аэродром для принятия малой авиации (индекс УУИГ/UUIG) со взлётной полосой в 1100 м и вертолётная площадка.
Ближайшая железнодорожная станция находится в городе Коврове.
Доброград расположен в 3 км от автомобильной трассы М7.
Имеется автобусное сообщение с городом Ковровом.

## Спорт
В Доброграде действует несколько спортивных объектов, включая спортивный комплекс «Гранд Арена». Проводятся различные спортивные мероприятия.
В октябре 2016 года в Доброграде прошёл VI Международный форум «Россия — спортивная держава».
В феврале 2018 года прошёл фестиваль фигурного катания Евгения Плющенко «Pro Добро».
В марте 2018 года прошло первенство России по практической стрельбе из пневматического пистолета.
В 2019 году прошли чемпионат и первенство России в велокроссовых дисциплинах.
Ежегодно проводится открытая массовая всероссийская гонка «Лыжня России».
Действует детский военно-патриотический лагерь Российского военно-патриотического общества. Проводятся международные туристические слёты и детские спартакиады.

## Города-побратимы
Менделеевск (решение СНР от 25 января 2025).